# Cienfuegos (tỉnh)
Cienfuegos là một tỉnh của Cuba. Thành phố thủ phủ là Cienfuegos, và được những người định cư Pháp thành lập vào năm 1819. Cienfuegos là tỉnh nhỏ nhất của Cuva với nền kinh tế chủ yếu là trồng trọt, nhất là ngành mía đường. Bộ môn lặn biển tại tỉnh Cienfuegos rất thông dụng với cả du khách lẫn cư dân địa phương. Có một số hang động dưới đáy biển và có trên 50 điểm lặn trên toàn tỉnh.
Các tỉnh Cienfuegos, Sancti Spíritus, và Villa Clara từng là một phần của Santa Clara.

## Khu tự quản
| Tên gọi             | Dân số (2004) | Diện tích (km²) | Tọa độ                                        |
| ------------------- | ------------- | --------------- | --------------------------------------------- |
| Abreus              | 30.330        | 564             | 22°16′50″B 80°34′4″T / 22,28056°B 80,56778°T  |
| Aguada de Pasajeros | 31.687        | 680             | 22°23′5″B 80°50′46″T / 22,38472°B 80,84611°T  |
| Cienfuegos          | 163.824       | 333             | 22°08′45″B 80°26′11″T / 22,14583°B 80,43639°T |
| Cruces              | 32139         | 198             | 22°20′32″B 80°16′34″T / 22,34222°B 80,27611°T |
| Cumanayagua         | 51435         | 1099            | 22°09′9″B 80°12′4″T / 22,1525°B 80,20111°T    |
| Lajas               | 22.602        | 430             | 22°24′59″B 80°17′26″T / 22,41639°B 80,29056°T |
| Palmira             | 33.153        | 318             | 22°14′40″B 80°23′39″T / 22,24444°B 80,39417°T |
| Rodas               | 33.477        | 552             | 22°20′34″B 80°33′19″T / 22,34278°B 80,55528°T |

Nguồn: Thống kê dân số năm. Area from 1976 municipal re-distribution.

## Nhân khẩu
Năm 2004, tỉnh Cienfuegos có dân số 398,647. With a total area of 4.180 km2 (1.610 dặm vuông Anh), the province had a population density of 95,37người/km² (247người/sq mi).